# Петрилів (Польща)
Петрилів (пол. Petryłów, Петрилув) — село в Польщі, у гміні Савин Холмського повіту Люблінського воєводства. Населення — 117 осіб (2011).

## Назва
На думку мовознавиці Галини Вишневської, назва села може походити від дохристиянського імені Петрило.

## Історія
За даними етнографічної експедиції 1869—1870 років під керівництвом Павла Чубинського, у селі здебільшого проживали греко-католики, які розмовляли українською мовою.
У 1975—1998 роках село належало до Холмського воєводства.

## Населення
Демографічна структура станом на 31 березня 2011 року:
|          | Загалом | Допрацездатний вік | Працездатний вік | Постпрацездатний вік |
| -------- | ------- | ------------------ | ---------------- | -------------------- |
| Чоловіки | 57      | 6                  | 43               | 8                    |
| Жінки    | 60      | 14                 | 34               | 12                   |
| Разом    | 117     | 20                 | 77               | 20                   |

## Особистості

### Народилися
- Микола Дмитрук (1938—2017) — український фізик[2].